# Ilse Fitzbauer
Ilse Fitzbauer (* 28. Oktober 1957 in Wien) ist eine österreichische Politikerin (SPÖ). Von November 2020 bis Juni 2025 war sie Abgeordnete zum Wiener Landtag und Mitglied des Wiener Gemeinderats.

## Ausbildung und Beruf
1987 schloss sie die Matura ab. Danach studierte sie an der WU Wien Betriebswirtschaft. Sie arbeitet als Bilanzbuchhalterin, Lohnverrechnerin und Steuer- und Arbeitsrechtlerin.

## Politik
Von 2001 bis 2020 war sie Bezirksrätin in der Bezirksvertretung Floridsdorf, seit 2009 bis 2020 war sie stellvertretende Vorsitzende in der Bezirksvertretung. Ab 2020 war sie Abgeordnete zum Wiener Landtag und Mitglied des Wiener Gemeinderats. Sie ist Sektionsleiterin der SPÖ Floridsdorf – Sektion 2 im Donaufeld, Vorsitzende-Stellvertreterin des Bezirksfrauenteams, Vorstandsmitglied des Integrationskreises Floridsdorf und Vorstandsmitglied der SPÖ Floridsdorf. Schwerpunkte ihrer Arbeit sind die Themen Frauen, Arbeit, Wirtschaft und Integration.

## Vereine und Firmenverbindungen
Sie ist Obfrau von IKF – Integrationskreis Floridsdorf und  Obmann-Stv. im Verein Floridsdorf hilft und fördert. Sie arbeitet seit 2000 bei IBM und hat daher gute Kontakte zu der Firma.

## Privates
Ilse Fitzbauer ist verheiratet und hat eine Tochter.